# Бадилен
Ба̀дилен или Ба̀делен (на македонска литературна норма: Бадолен, местният изговор е Ба̀делен, Ба̀деле или Ба̀дилен) е село в община Ново село на Северна Македония.

## География
Селото се намира в южните склонове на Огражден, до границата с България, на надморска височина от 620 метра. Дели се на Голем и Малък Бадилен. В близост до село Бадилен в местността Ширина̀ в 1971 година е основано село Ново Бадилен – днес Самоилово.
Църквата в селото е „Успение Богородично“.

## История
Етимологията на името е от бодил (Corduus).
Селото се споменава в османски дефтер от 1570 година под името Подилани (Бодилани). През същата година в селото живеят 3 мюсюлмански и 70 християнски домакинства.
През XIX век Бадилен е чисто българско село в Петричка каза на Османската империя. В „Етнография на вилаетите Адрианопол, Монастир и Салоника“, издадена в Константинопол в 1878 година и отразяваща статистиката на населението от 1873, Бадилен (Badilen) е посочено като село в Петричка каза със 108 домакинства, като жителите му са 405 българи. Същевременно е посочено и в Стумишка каза като Баделе (Badélé) с 20 домакинства и 75 жители българи. През 1889 година в „Топографическо-этнографическій очеркъ Македоніи“ Стефан Веркович пише, че селото има 685 жители. Според статистиката на Васил Кънчов („Македония. Етнография и статистика“) от 1900 г. Бадилен (Бадиле) е населявано от 750 жители, всички българи християни.
В началото на XX век цялото село е под върховенството на Българската екзархия. По данни на секретаря на екзархията Димитър Мишев („La Macédoine et sa Population Chrétienne“) през 1905 година в Баделене има 856 българи екзархисти.
При избухването на Балканската война в 1912 година един човек от Бадилен е доброволец в Македоно-одринското опълчение.
В 1971 година в селото има 304 жители и 54 семейства. През 70-те години жителите на селото се изселват в новооснованото Самоилово.
Към края на 80-те години на XX век Велики Бадилен има около 10 къщи, а Мали – 5-6. Според преброяването от 2002 година селото има 3 жители, всички северномакедонци.
| Националност     | Всичко |
| северномакедонци | 3      |
| албанци          | 0      |
| турци            | 0      |
| роми             | 0      |
| власи            | 0      |
| сърби            | 0      |
| бошняци          | 0      |
| други            | 0      |

## Личности
Родени в Бадилен
- Васил Андонов, български революционер, деец на ВМРО, четник в Струмишката чета на Панделия Стоянов[11][12]
- Георги Иванов Стоянов (1882 - след 1943), български революционер
- Малин Тодоров, български революционер от ВМОРО, петрички войвода през 1902 година[13]
- Малин Георгиев Шуманов (? - 1922), български политик и революционер. Към края на 1918 година се заселва махалата Гега. Тук развива активна левичарска политическа дейност, заради което на 22 октомври 1922 година е обесен от дейци на ВМРО, заедно с Никола Попов и Андон Попгеоргиев – Фокеро.[14]
- Никола Димитриев, македоно-одрински опълченец, нестроева рота на Трета солунска дружина[15]
- Трендафил Ивановски (р. 1946), северномакедонски юрист, член на Конституционния съд, агент на югославските тайни служби